# Remotaspidiotus cassiniae
Remotaspidiotus cassiniae är en insektsart som först beskrevs av Brimblecombe 1956.  Remotaspidiotus cassiniae ingår i släktet Remotaspidiotus och familjen pansarsköldlöss. Inga underarter finns listade i Catalogue of Life.